# Connor Jaeger
Connor Jaeger (Hackensack (New Jersey), 30 april 1991) is een Amerikaanse voormalig zwemmer. Hij vertegenwoordigde zijn vaderland op de Olympische Zomerspelen 2012 in Londen en op de Olympische Zomerspelen 2016 in Rio de Janeiro.

## Carrière
Bij zijn internationale debuut, op de Olympische Zomerspelen van 2012 in Londen, eindigde Jaeger als zesde op de 1500 meter vrije slag.
Tijdens de wereldkampioenschappen zwemmen 2013 in Barcelona veroverde de Amerikaan de bronzen medaille op de 400 meter vrije slag, daarnaast eindigde hij als vierde op zowel de 800 als de 1500 meter vrije slag.
Op de Pan-Pacifische kampioenschappen zwemmen 2014 in Gold Coast behaalde Jaeger de gouden medaille op de 1500 meter vrije slag en de bronzen medaille op zowel de 400 als de 800 meter vrije slag.
In Kazan nam de Amerikaan deel aan de wereldkampioenschappen zwemmen 2015. Op dit toernooi sleepte hij de zilveren medaille in de wacht op de 1500 meter vrije slag, daarnaast eindigde hij als vierde op zowel de 400 als de 800 meter vrije slag.
Tijdens de Olympische Zomerspelen van 2016 in Rio de Janeiro veroverde Jaeger de zilveren medaille op de 1500 meter vrije slag, daarnaast eindigde hij als vijfde op de 400 meter vrije slag.

## Internationale toernooien
| Jaar | Olympische Spelen                     | WK langebaan                                               | WK kortebaan  | PanPacs                                              |
| ---- | ------------------------------------- | ---------------------------------------------------------- | ------------- | ---------------------------------------------------- |
| 2012 | 6e 1500m vrije slag                   |                                                            | geen deelname |                                                      |
| 2013 |                                       | 400m vrije slag · 4e 800m vrije slag · 4e 1500m vrije slag |               |                                                      |
| 2014 |                                       |                                                            | geen deelname | 400m vrije slag · 800m vrije slag · 1500m vrije slag |
| 2015 |                                       | 4e 400m vrije slag · 4e 800m vrije slag · 1500m vrije slag |               |                                                      |
| 2016 | 5e 400m vrije slag · 1500m vrije slag |                                                            | 6-11 december |                                                      |

## Persoonlijke records
Kortebaan
| Afstand          | Tijd     | Datum            | Plaats       |
| ---------------- | -------- | ---------------- | ------------ |
| 400m vrije slag  | 03.38,36 | 11 december 2015 | Indianapolis |
| 800m vrije slag  | 07.39,17 | 12 december 2015 | Indianapolis |
| 1500m vrije slag | 14.19,29 | 12 december 2015 | Indianapolis |

Langebaan
| Afstand          | Tijd     | Datum            | Plaats         |
| ---------------- | -------- | ---------------- | -------------- |
| 200m vrije slag  | 01.47,60 | 26 juni 2013     | Indianapolis   |
| 400m vrije slag  | 03.43,79 | 26 juni 2016     | Omaha          |
| 800m vrije slag  | 07.44,26 | 31 juli 2013     | Barcelona      |
| 1500m vrije slag | 14.39,48 | 13 augustus 2016 | Rio de Janeiro |